# 헨리 세후도
헨리 카를로스 세후도(영어: Henry Carlos Cejudo, 1987년 2월 9일~)는 미국의 레슬링 선수, 종합격투기 선수이다. 레슬링 선수로서 2008년 하계 올림픽에서 남자 자유형 밴텀급 금메달을 획득했다. 당시 그의 21세로 미국 최연소 올림픽 레슬링 금메달리스트가 되었으며, 이는 카일 스나이더(20세)에 의해 기록이 깨지게 된다. 또한 2007년에 세계 레슬링 선수권 대회에서 동메달을 획득했고, 팬아메리칸 게임에서 금메달을 획득했다. 이후 종합격투기로 전향하여 얼티밋 파이팅 챔피언십(UFC) 플라이급, 밴텀급 두 체급에서 챔피언 자리에 올랐으며, 두 체급 모두 타이틀 방어에 성공한 2번째 선수가 되었다. 그는 올림픽 금메달과 UFC 타이틀을 획득한 유일한 선수로 레슬링과 종합격투기에 관련된 업적으로 역사상 가장 위대한 격투기 선수 중 한 명으로 간주된다. 

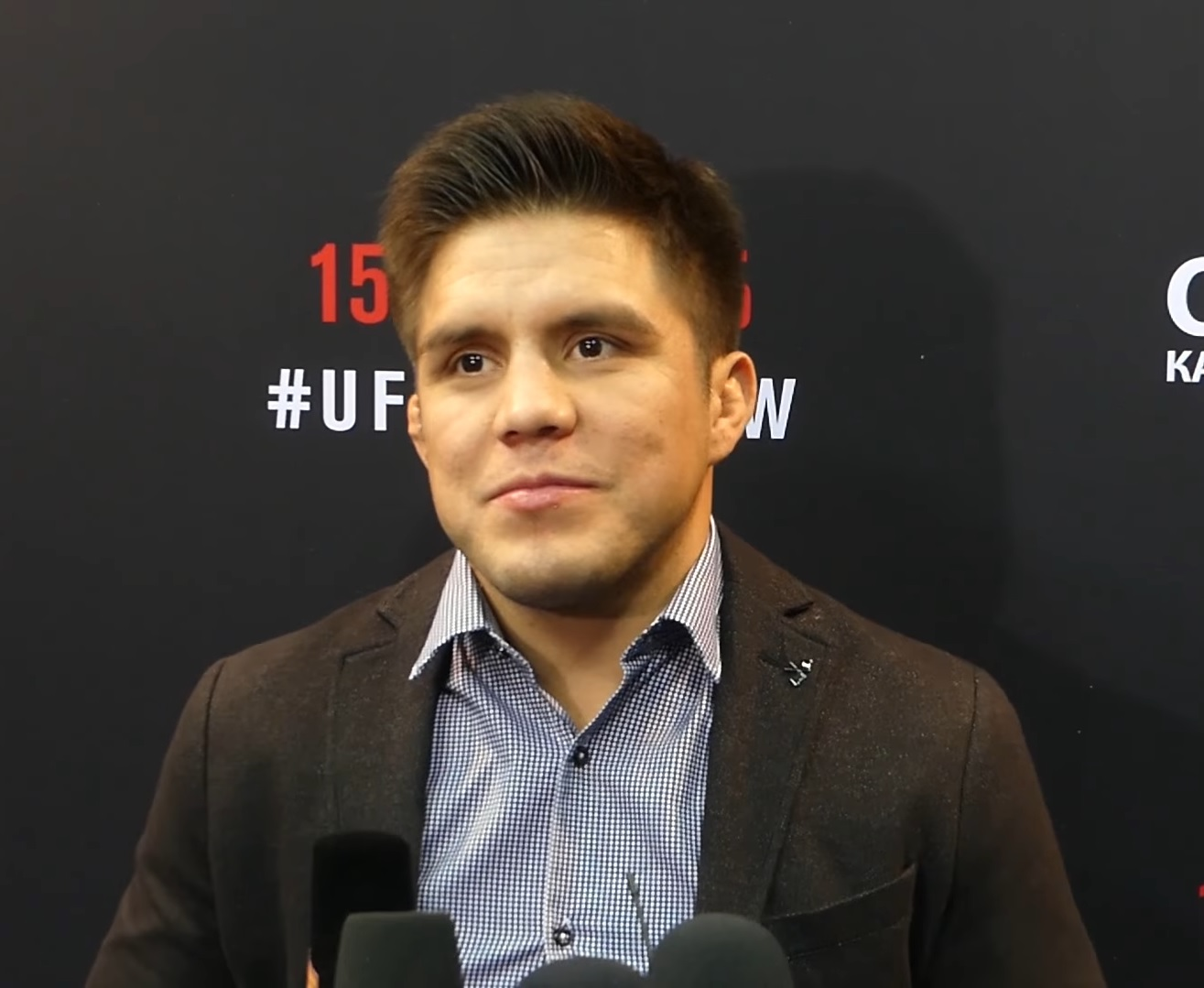
세후도(2018년)